# تدی پارک
این یک نام کره‌ای است؛ نام خانوادگی پارک است.
تدی پارک (زادهٔ پارک هونگ جون در ۱۴ سپتامبر ۱۹۷۸) رپر، ترانه‌سرا، تهیه‌کننده موسیقی کره‌ای-آمریکایی است. تدی پارک متولد سئول، کره جنوبی است و در کودکی به همراه خانواده‌اش به ایالات متحده آمریکا نقل مکان کردند. وقتی هفده ساله بود، پارک به همراه دوستش دنی در طی تعطیلات تابستانی، به کره جنوبی آمدند تا برای ادیشن وای‌جی انترتینمنت شرکت کنند. هر دو بلافاصله قرارداد امضا کردند، و پس از پایان دبیرستان در ایالات متحده، به کره نقل مکان کردند تا موسیقی را دنبال کنند.
در سال ۱۹۹۸، پارک در گروه هیپ هام وان‌تایم همراه با دوستش دنی، جین‌هوان و بک‌کیونگ شروع به کار کرد. این گروه با هم پنج آلبوم استودیویی را با پارک به عنوان ترانه‌سرا و تهیه‌کننده اصلی خود ضبط کردند. پارک پس از پایان کار اجرایی خود با وان‌تایم در ژانویه ۲۰۰۶، تهیه‌کننده داخلی وای‌جی انترتینمنت شد و در سال ۲۰۱۶ بلک لیبل را تأسیس کرد.

## افتخارات
| مراسم جوایز              | سال  | نقش                    | نامزد/اثر             | نتیجه    | منابع |
| ------------------------ | ---- | ---------------------- | --------------------- | -------- | ----- |
| جوایز موسیقی پاپ آسیایی  | ۲۰۲۰ | بهترین آهنگساز (خارجی) | «چطور دوستش داری»     | نامزدشده | [ ۴ ] |
| جوایز موسیقی پاپ آسیایی  | ۲۰۲۱ | بهترین آهنگساز (خارجی) | «دام دام»             | نامزدشده | [ ۵ ] |
| جوایز موسیقی پاپ آسیایی  | ۲۰۲۱ | بهترین آهنگساز (خارجی) | «لالیسا»              | نامزدشده | [ ۵ ] |
| جوایز موسیقی پاپ آسیایی  | ۲۰۲۱ | بهترین آهنگساز (خارجی) | «اکس‌او اکس‌او»         | نامزدشده | [ ۵ ] |
| جوایز موسیقی جدول گائون  | ۲۰۱۲ | آهنگساز سال            | تدی پارک              | برنده    |       |
| جوایز موسیقی جدول گائون  | ۲۰۱۹ | آهنگساز سال            | تدی پارک              | برنده    |       |
| جوایز موسیقی ملون        | ۲۰۱۵ | جایزه ترانه‌سرا         | مید                   | برنده    | [ ۶ ] |
| جوایز موسیقی آسیایی ام‌نت | ۲۰۰۹ | جایزه آهنگساز          | «آتش» و «اهمیت نمیدم» | برنده    | [ ۷ ] |
| جوایز موسیقی آسیایی ام‌نت | ۲۰۲۱ | بهترین تهیه‌کننده سال   | لالیسا                | برنده    | [ ۸ ] |